# Nuraida Anarkułowa
Nuraida Anarkułowa (kirg. Нураида Анаркулова; ur. 2000) – kirgiska zapaśniczka walcząca w stylu wolnym. Zajęła 28. miejsce na mistrzostwach świata w 2019. Dziesiąta w indywidualnym Pucharze Świata w 2020. Brązowa medalistka mistrzostw Azji w 2021. 
Trzecia na MŚ juniorów w 2019. Druga na mistrzostwach Azji juniorów; U-23 w 2019 i kadetów w 2017 roku.